# 9K35 Strela-10
Pour les articles homonymes, voir Marses.
Le 9K35 Strela-10 (en russe : Стрела-10, « flèche ») est un système antiaérien mobile à courte portée soviétique dérivé du Strela-1. Il est connu en Occident sous le code OTAN SA-13 Gopher.

## Historique

### Conception
La conception du système 9K35 Strela-10 débute après l'adoption d'une résolution commune par le Comité central du Parti communiste de l'Union soviétique et le Conseil des ministres de l'URSS, le 24 juillet 1969. En parallèle du développement du 2K22 Toungouska, il est décidé de doter l'armée d'une alternative moins coûteuse basée sur le Strela-1. 
Le système doit assurer la défense contre les cibles aériennes à base altitude. Le cahier des charges impose que l'appareil soit capable d'intercepter des cibles volant jusqu'à 415 m par seconde, à une altitude comprise entre 25 m et environ 3 km et jusqu'à 5 km de sa position. En outre, le taux d'interception doit être de 0,5 à 0,6 en l'absence d'interférences et de contre-mesures.

## Caractéristiques
Il est constitué de 4 conteneurs lance-missiles 9M35, un système d'acquisition radar et infrarouge montés sur un châssis de MT-LB. Sa création date des années 1970 et il est rendu public dans les années 1980.
- portée : 8-10 km
- altitude : 10-3 500/10 000 m selon des sources divergentes

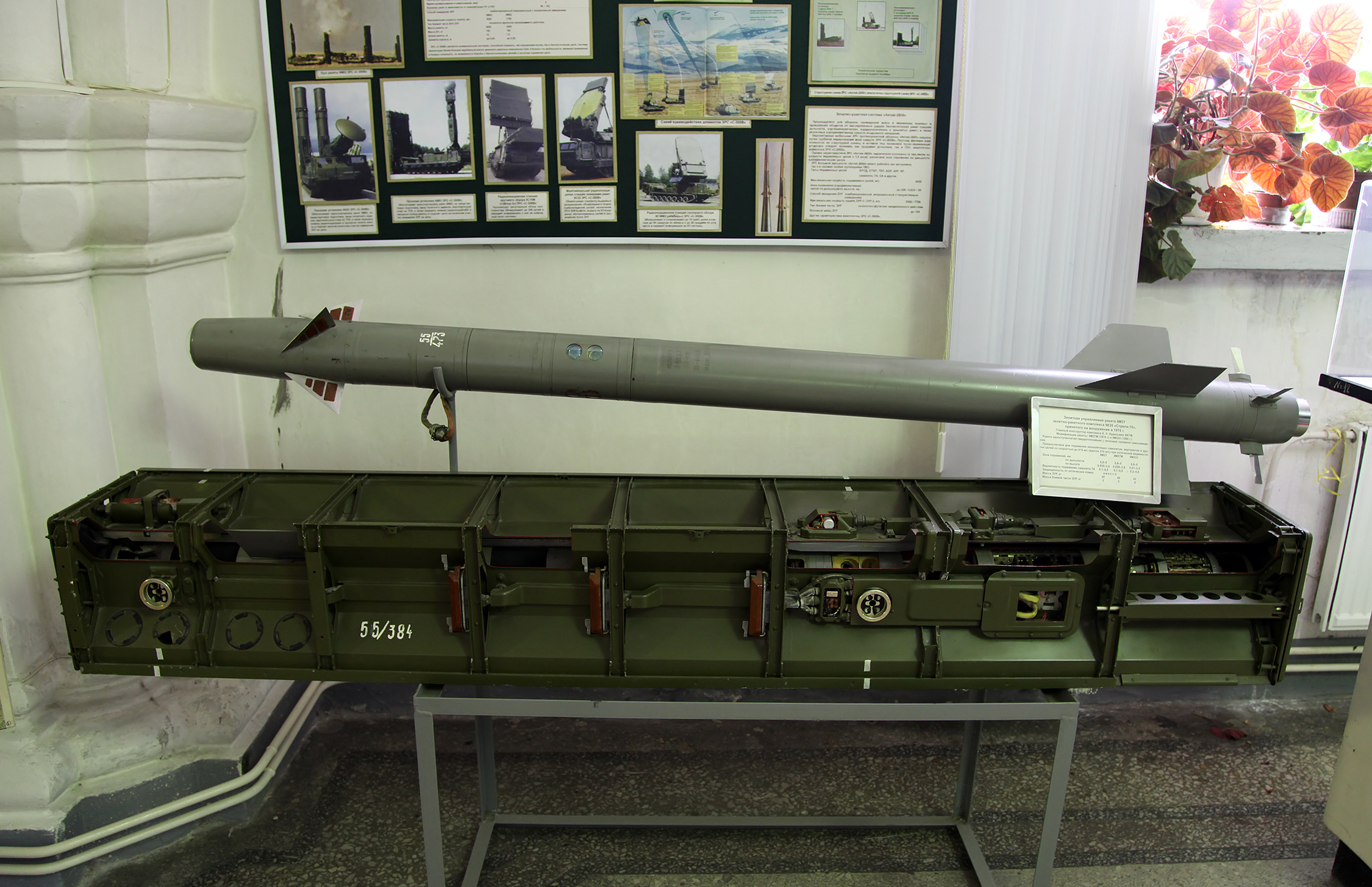
Missile 9M37.

## Engagements
Il sert durant la guerre en Afghanistan en 1983 ; il est chargé de la couverture aérienne de l'aéroport de Kaboul.
Le 27 septembre 2020, au moins trois tracteurs-érecteurs-lanceurs 9K35 Strela-10 et six 9K33 Osa Arméniens sont détruits au déclenchement du conflit de 2020 au Haut-Karabagh lors d'attaques de drones azerbaïdjanais, parmi lesquels des Bayraktar TB2.

## Utilisateurs
- Russie : 350 en production avec le missile 9M333 (2014)[3]. 90 Strela-10MNs en 2012-2017[4],[5].
- Ukraine : 150.
- Syrie : 35.